# Vitamín D u ptáků
Vitamín D (kalciferol) představuje skupinu úzce příbuzných  steroidů s přímým účinkem v organismu ptáků na homeostázu vápníku a fosforu, na tvorbu kostí, vaječné skořápky a na oplozenost vajec; působí jako kalciotropní hormon a imunomodulátor. Rozlišují se dvě formy vitamínu D:
Vitamín D3 (cholekalciferol, kalciol) vzniká v kůži z provitaminu 7-dehydrocholesterolu fotochemickou reakcí (slunečním ozářením) nebo je přijímán ptáky v krmivech živočišného původu. Krmivo rostlinného původu obsahuje vitamín D2 (erkalciol, ergokalciferol), který vzniká z provitaminu ergosterolu; u ptáků vykazuje vitamín D2 mnohem nižší účinnost než vitamín D3. Vitamín D je nerozpustný ve vodě, ale dobře rozpustný v olejích. Je stabilní na vzduchu (neokysličuje se), ale je citlivý na světlo. U ptáků je 7-dehydrocholesterol přítomen i v mazu kostrční žlázy, kterým si ptáci mastí peří.  Z místa svého vzniku je vitamín D transportován krví do jater a nakonec do ledvin, kde vzniká vlastní biologicky nejaktivnější forma vitamínu D – kalcitriol.
Při nedostatku vitamínu D u mladých rostoucích ptáků dochází k rachitidě (křivici), u dospělých zvířat k osteomalacii, kterou může vyvolat i nadbytek kalcitriolu.
Do krmných směsí pro drůbež se vitamín D3 přidává v syntetické formě. Rybí tuk se jako zdroj vitamínu D u ptáků nepoužívá, protože negativně ovlivňuje zdravotní stav zvířat (nadbytek nenasycených mastných kyselin může vyvolat encefalomalacii) a jeho dávkování a vmíchávání do krmiva je obtížné; také může nepříznivě ovlivňovat kvalitu masa.